# 1842 în literatură
Anul 1842 în literatură a implicat o serie de evenimente și cărți noi semnificative.  

## Cărți noi
- Honoré de Balzac - The Black Sheep
- Edward George Bulwer-Lytton -Zanoni
- James Fenimore Cooper - The Two Admirals
- Nikolai Gogol
  - Dead Souls
  - The Overcoat
- Catherine Gore - The Ambassador's Wife
- Victor Hugo - Le Rhin
- Samuel Lover - Handy Andy
- Frederick Marryat - Percival Keene
- George Sand - Consuelo
- Albert Smith - The Adventures of Mr Ledbury